# Quadra Island
Quadra Island är en ö i Kanada.   Den ligger i provinsen British Columbia, i den sydvästra delen av landet, 3 700 km väster om huvudstaden Ottawa. Arean är 270 kvadratkilometer.
Terrängen på Quadra Island är lite kuperad. Öns högsta punkt är 610 meter över havet. Den sträcker sig 35,0 kilometer i nord-sydlig riktning, och 17,5 kilometer i öst-västlig riktning.
I omgivningarna runt Quadra Island växer i huvudsak barrskog. Trakten runt Quadra Island är nära nog obefolkad, med mindre än två invånare per kvadratkilometer.